# Saint-André-de-Vézines
Saint-André-de-Vézines – miejscowość i gmina we Francji, w regionie Oksytania, w departamencie Aveyron. W 2013 roku jej populacja wynosiła 130 mieszkańców. Gmina położona jest na terenie Parku Regionalnego Grands Causses. 